# داميان إسكوديرو
داميان أرييل إسكوديرو (بالإسبانية: Damián Escudero)‏ (مواليد 20 أبريل 1987 في روساريو - الأرجنتين) لاعب كرة قدم أرجنتيني يلعب حاليا لصالح نادي الدرجة الأولى فياريال الإسباني منذ 2008 في مركز الوسط المهاجم كما يجيد اللعب في مركز الجناح الأيسر .

## روابط خارجية
- داميان إسكوديرو على موقع الاتحاد الدولي (مؤرشف)  (الإنجليزية)
- داميان إسكوديرو على موقع قاعدة بيانات كرة القدم.إي يو (الإنجليزية)
- داميان إسكوديرو على موقع Soccerway.com (الإنجليزية)
- داميان إسكوديرو على موقع عالم كرة القدم.نت (الإنجليزية)
- داميان إسكوديرو على موقع AS.com (الإسبانية)